# Double or Nothing (All Elite Wrestling)
Double or Nothing è un evento in pay-per-view di wrestling organizzato annualmente dalla All Elite Wrestling a partire dal 2019.

## Edizioni
| Edizione        | Data           | Città        | Main event                              |
| --------------- | -------------- | ------------ | --------------------------------------- |
| 2019 (Dettagli) | 25 maggio 2019 | Paradise     | Chris Jericho vs. Kenny Omega           |
| 2020 (Dettagli) | 23 maggio 2020 | Jacksonville | The Élite vs. The Inner Circle          |
| 2021 (Dettagli) | 30 maggio 2021 | Jacksonville | The Inner Circle vs. The Pinnacle       |
| 2022 (Dettagli) | 29 maggio 2022 | Paradise     | Adam Page vs. CM Punk                   |
| 2023 (Dettagli) | 28 maggio 2023 | Paradise     | The Blackpool Combat Club vs. The Élite |
| 2024 (Dettagli) | 26 maggio 2024 | Paradise     | The Élite vs. The Team AEW              |